# Gerhard Solle
Gerhard Solle (* 3. April 1911 in Koblenz; † 1. Oktober 1981) war ein deutscher Geologe und Paläontologe.

## Leben
Solle studierte ab 1931 Geologie und Paläontologie in Frankfurt am Main, unterbrochen von einem Semester in Graz bei Franz Heritsch. 1937 wurde er in Frankfurt bei Rudolf Richter promoviert. Er leitete die Profilaufnahme des Wetteldorfer Richtschnitts, der seit 1981 offiziellen Trennlinie zwischen dem Emsium und dem Eifelium und dem einzigen GSSP in Deutschland.:S. 147 Das Thema handelte er in seiner Dissertation Geologie der mittleren Olkenbacher Mulde ab, wo er stratigraphische Probleme der Abgrenzung des Unter- zu Mitteldevon behandelte. Er habilitierte sich am Senckenberg-Museum über die Biostratigraphie der devonischen Kondel-Gruppe im Rheinischen Schiefergebirge und war im Zweiten Weltkrieg Wehrgeologe. Seine Sammlung im Senckenberg-Museum wurde durch Bombenangriffe zerstört. Nach dem Krieg war er Hydrogeologe und Ingenieurgeologe, bevor er 1948 außerplanmäßiger Professor in Frankfurt und 1949 Diätendozent. Er half beim Neuaufbau des Geologisch-Paläontologischen Instituts und baute auch seine eigene Devon-Sammlung neu auf. 1954 wurde er Professor an der TU Darmstadt, wo er den Neubau des Geologisch-Paläontologischen Instituts in den 1960er Jahren erreichte. Er starb bei einem Autounfall auf dem Weg zum Kloster Ottobeuren.
Er befasste sich mit Stratigraphie des Devons und war in den diesbezüglichen nationalen und internationalen Kommissionen. Er veröffentlichte über devonische Brachiopoden, über Bryozoen, die Paläogeographie des rheinischen Devons (Hunsrück-Insel, Identifizierung der Klerfer Schichten der Eifel als Watt-Fauna). In den 1960er Jahren besuchte er Ostasien (Thailand, Indien, Nepal, Ceylon) und außerdem Ägypten, den Sudan und Griechenland.
1965 bis 1966 war er Präsident der Paläontologischen Gesellschaft.
Er war an Archäologie interessiert und sammelte antike griechische Vasen.